# Heterodmeta homomorpha
Heterodmeta homomorpha är en fjärilsart som beskrevs av Edward Meyrick 1931. Heterodmeta homomorpha ingår i släktet Heterodmeta och familjen plattmalar. Inga underarter finns listade i Catalogue of Life.